# Andrew White (sacerdot)
Andrew White   (Bexley, 1964) va ser vicari de l'església de Sant Jordi, de Bagdad, l'única església anglicana a l'Iraq, fins a la seva sortida, ordenada el novembre de 2014 per l'arquebisbe de Canterbury, a causa de preocupacions de seguretat. "El Vicari de Bagdad", White és ex president de la Fundació per a l'Alleujament i la Reconciliació a l'Orient Mitjà. Anteriorment era Director del Ministeri Internacional del Centre Internacional per la Reconciliació a la Catedral de Coventry (Anglaterra). Es va graduar i va treballar com a professional del departament d'operacions abans d'ordenar-se. Als 33 anys, va ser diagnosticat amb esclerosi múltiple, condició que durant molts anys va afectar la seva mobilitat i la seva parla. Ha estat sotmès a un nou tractament de cèl·lules mare per a la seva malaltia en una clínica de Bagdad que utilitza les seves pròpies cèl·lules mare del cos i ha dit que "havia transformat completament la seva vida". Ha tingut fins a 35 guardaespatlles iraquians.

## Primers anys
White va créixer a Bexley, als suburbis del sud-est de Londres a Kent. La seva família era molt religiosa, entre estricta Baptista i Pentecostal. Va visitar una anciana i va conèixer a un sacerdot anglicà que la va visitar per donar-li la comunió.

## Educació i crida al sacerdoci
White va estudiar a l'Hospital Saint Thomas de Londres i es va graduar com a professional del departament operatiu el 1985. Va treballar com anestesista i va ser membre de l'equip de detenció cardíaca. Va passar poc temps a Derby i es va convertir en membre actiu de l'església Elim Pentecostal. Un dia es va adonar que havia fet tot el que havia intentat aconseguir i es va preguntar: "què ve després?". Va decidir convertir-se en sacerdot de l'Església d'Anglaterra. Va estudiar teologia, formació per al sacerdoci a Ridley Hall (Cambridge), on va decidir per aprendre sobre judaisme i islam. També va passar un temps a la Universitat Hebrea de Jerusalem. Va ser ordenat el 1990, i es va convertir en capellà a St Mark's, Battersea Rise a la diòcesi anglicana de Southwark. Durant el seu temps a Southwark White va tenir la seva primera aparició a la televisió quan va ser entrevistat al carrer per un membre de l'equip de That's Life!]. Va veure per primera vegada a la seva esposa al púlpit quan estava a la congregació, i quan sis setmanes després li va demanar que es casés amb ell, inicialment va dir "potser". Més tard esdevingué vicari de l'Església de l'Ascensió de Balham Hill a la mateixa diòcesi.
El 1997, el seu últim any com a vicari de l'Església de l'Ascensió, va ser regidor de la ciutat de Wandsworth i va ser vicepresident de Serveis Socials.

## Director del Ministeri Internacional
El 1998, a l'edat de 33 anys, va ser nomenat canonge a la Catedral de Coventry. Va ser diagnosticat amb esclerosi múltiple unes sis setmanes després de traslladar-se a Coventry. S'hi va convertir en el Director del Ministeri Internacional, dirigint el Centre Internacional per a Reconciliació, que promou la reconciliació en conflictes (principalment religiosos) a tot el món. Es va concentrar a l'Orient Mitjà, perquè pensava que l'església necessitava participar-hi. Va romandre en aquest càrrec fins al 2005, quan es va traslladar a Bagdad per convertir-se en capellà anglicà a l'Iraq.

### Mediació
El canonge Andrew White va mediar en l'alliberament de Jaweed Al-Ghussein, elegit cap de la Fundació Nacional palestina i cap d'administració del Grup Córdoba.
Al-Ghussein, un defensor aferrissat de l'estat de dret, va ser segrestat a Abu Dhabi amb la complaença de Sheik Hamadan Bin Zayed i Sheik Seif Bin Zayed. Els segrestos d'Al-Ghussein van ser objecte d'una determinació de l'ONU que va situar el seu cas a la categoria 1, la més alta i nomenat ponent sobre la tortura especial. Denegat l'accés a la Creu Roja a Gaza, el canonge Andrew White va poder visitar-lo i eventualment, a través de la seva posició com a Enviat Especial, va prometre l'alliberament de Jaweed Al-Ghussein al Regne Unit.

## "Vicari de Bagdad"
A l'Iraq, el canonge Andrew va viure a Bagdad fins al novembre de 2014, i va servir com a vicari de l'església de Sant Jordi just fora de la Zona Verda. Antigament va viure a la zona verda. Ha estat anomenat "vicari de Bagdad", perquè la seva església és l'única església anglicana que queda a l'Iraq. Els seus feligresos (la congregació de Sant Jordi) es refereix a ell com el seu Aboona (Pare). Hi ha continuat la reconciliació que va promoure durant el seu temps com a Director del Ministeri Internacional de la Catedral de Coventry. La Fundació per a l'Alleujament i la Reconciliació a l'Orient Mitjà es va establir el 2005 com a part de la seva tasca de reconciliació a l'Iraq i al Pròxim Orient en el seu conjunt.
El novembre de 2014, l'arquebisbe de Canterbury, Justin Welby, va ordenar la seva sortida a causa de l'augment dels riscos de seguretat i la política de no ostatges d'Anglaterra.
El seu principal objectiu ha estat intentar mantenir la comunicació entre els líders xiïtes i els dirigents sunnites i "guanyar confiança de líders religiosos clau en ambdós costats en diverses àrees de conflicte". Veu el seu paper d'intentar mediar i restablir el diàleg entre grups en conflicte. També va prendre part a intentar resoldre la situació d'ostatges a l'Església de la Nativitat a Betlem el 2002.
White era conscient de la por que el poble iraquià tenia del règim de Saddam Hussein i donava suport a la invasió de l'Iraq, però no les conseqüències posteriors.
El pastor laic del Canonge Andrew va ser segrestat a l'abril de 2007; no obstant això, va intentar aconseguir el rescat de 40.000 dòlars per assegurar l'alliberament del pastor i aviat va tornar a l'Iraq, on es va mantenir la major part del temps.
L'11 de juliol de 2007, el canonge Andrew va arribar a Gran Bretanya després d'haver fugit de l'Iraq després d'advertències d'amenaces contra la seva vida, però va tornar poc més tard. No és aliè al perill, havent estat "segrestat, raptat, tancat a sales amb trossos de dits i polzes i coses". Ha estat "atrapat a punta de pistola, atacat, el que és habitual"! Molts dels seus empleats han estat segrestats o assassinats, amb fins a 11 assassinats del seu personal en un sol any.
El treball de White és pagat en part pels feligresos i anteriorment per la seva Fundació. Va dimitir de la Fundació al·legant mala salut l'octubre de 2016. La seguretat és un tema clau en el seu treball i ha dit que ha tingut fins a 35 guàrdies armats assignats per protegir-lo.

## Vida personal
El germà del canonge Andrew va morir el 31 d'agost de 1997. El seu cos va ser trobat al mar, i se suposa que probablement va saltar d'un penya-segat, encara que la causa de la mort no s'ha establert oficialment i es va donar un veredicte obert.
A l'edat de 33 anys, Andrew va ser examinat per problemes de visió i equilibri al voltant de sis setmanes després que es convertís en canonge a la catedral de Coventry. Va ser hospitalitzat i el diagnòstic d'esclerosi múltiple li va ser lliurat el mateix dia en què va néixer el seu segon fill. Estant al mateix hospital que la seva dona, va poder assistir al naixement. La seva esposa i els dos fills viuen al sud-est d'Anglaterra.
Un dels seus fills, Jacob White, és una personalitat a YouTube amb més de 60.000 subscriptors. El canonge Andrew té cinc fills iraquians adoptats.
El 2014, els esforços diaris i els desafiaments del Canonge Andrew van ser documentats per Vice Media com a part d'una sèrie de tres parts anomenada The Vicar Of Baghdad.

## Càrrecs que ha ocupat
- Enviat especial al Pròxim Orient per a l'Arquebisbe de Canterbury, George Carey
- Director del Ministeri Internacional i Canonge Residenciari - Centre Internacional de Reconciliació, Catedral de Coventry
- Vicari de l'església de Sant Jordi, Bagdad, Iraq
- Eric Lane Fellow (Termini de Setmana 2003) - Clare College, Cambridge
- Vicari emèrit de l'Església de Sant Jordi de Bagdad
- Fellow de Harvard

## Obres seleccionades
- "Iraq: People of Promise, Land of Despair" (2003)
- "Iraq: Searching for Hope" (2005)
- "By The Rivers of Babylon" (2008)
- "The Vicar of Baghdad" (2009)
- "Suffer the Children" (2010)
- "Faith Under Fire" (2011)
- "Father, Forgive" (2013)
- "The Older Younger Brother, The Tragic Treatment of the Jews by the Christians" (2014)
- My Story So Far (2015)

## Premis
- Liverpool Hope University, doctor honoris causa 2017
- Wycliffe College, Universitat de Toronto, doctor honoris causa
- El premi Anne Frank (2014)
- El Premi William Wilberforce (2014)
- Premi Sternberg del Consell Internacional de Cristians i Jueus (conjuntament amb Lord Coggan (1991)
- Premi de l'Associació Anglo-Israeliana (2001)
- Premi Interfe Sir Sigmund Sternberg (2003)
- Premi Interreligiós, Govern britànic (2003)
- Premio Pacificador en Acció, The Tanenbaum Center for Interreligious Understanding, Estats Units (2005)
- Creu del Valor dels Estats Units (2006)
- The Woolf Institute of Abrahamic Faiths, Cambridge, Peace Prize (2007)
- Premi a la pau iraquiana 2010
- El Premi al Coratge Civil (2010)
- Doctor honoris causa Universitat de Gloucestershire (2010)
- Cavaller Gran Creu i Protector Espiritual de l'Orde de Sant Jordi (2011)
- Gran Comanador de l'Orde del Mèrit dels Cavallers Templers Internacionals (2003).[15]
- Company d'Honor dels Cavallers Templers Internacional OSMTH/SMOTJ (2002).[16]
- Premi Veritable Llibertat dels EUA 2012
- Premi del Llibre de la Biblioteca Cristiana Final 2012 per Faith Under Fire

White va ser guardonat amb el Premi de l'Associació Anglo-Israel per la seva contribució a fomentar l'entesa entre les nacions britànica i israeliana. Va rebre el premi Inter-Fe Sternberg pel seu treball en la promoció de bones relacions entre el judaisme, l'islam i el cristianisme.